# Haunt the House: Terrortown
Haunt the House: Terrortown est un jeu vidéo d'action et de réflexion développé et édité par SFB Games, sorti à partir de 2013 sur Windows, Mac, PlayStation Vita, iOS et Android.

## Accueil
- Canard PC : 6/10 (iOS/Android)[1]
- Eurogamer : 8/10 (PS Vita)[2]